# Rafał Abramowski
Rafał Abramowski (ur. 23 lutego 1995) – polski lekkoatleta, wieloboista.
Złoty (2017) i srebrny (2018) medalista mistrzostw Polski seniorów (w 2017) oraz medalista mistrzostw Polski juniorów młodszych, juniorów oraz młodzieżowców. Dwukrotny medalista halowych mistrzostw kraju (2017): złoto w siedmioboju oraz srebro w sztafecie 4 × 200 metrów.
Reprezentant Polski w meczach międzypaństwowych, w tym w pucharze Europy w wielobojach.
Rekordy życiowe: dziesięciobój (stadion) – 7388 pkt. (2 czerwca 2018, Suwałki); siedmiobój (hala) – 5520 pkt. (28 stycznia 2018, Madryt); skok w dal – 7,52 (28 kwietnia 2017, Florencja).